# HMS B10
HMS B10 – brytyjski okręt podwodny typu B. Zbudowany w latach 1905–1906 w Vickers, Barrow-in-Furness, gdzie okręt został wodowany 23 marca 1906 roku. Rozpoczął służbę w Royal Navy 28 kwietnia 1906 roku.
Po wybuchu I wojny światowej okręty B6, B7, B8, B9, B11 zostały skierowane najpierw do Gibraltaru, a następnie na Morze Śródziemne.
W 1914 roku B10 stacjonował na Malcie przydzielony do HMS „Egmont”, pod dowództwem Lt. Samuela M. G. Gravenera.
Z powodu braku części zamiennych od 1915 roku okręt nie brał udziału w operacjach okrętów podwodnych. 
9 sierpnia 1916 roku w czasie reperacji w Wenecji okręt został zatopiony w wyniku nalotu samolotów bombowych z K.u.k. Luftfahrtruppen.